# Chapelle de Saint-Jean-le-Fromental
La chapelle de Saint-Jean-le-Fromental (quelquefois dénommée sous son nom complet de chapelle du cimetière de Saint-Jean-le-Fromental) est une chapelle située dans le cimetière du hameau Saint-Jean-le-Fromental de l'ancienne commune de Dionay, rattachée à la commune nouvelle de Saint Antoine l'Abbaye depuis 2016, dans le département de l'Isère. 
L'édifice, datant du XIIe siècle est classé au titre des monuments historiques depuis le 18 octobre 1910.

## Historique
Dédiée à Jean le Baptiste, cette chapelle est souvent présentée comme un exemple de l'architecture romane de la fin du XII, quelquefois considérée comme antérieure à ce siècle, elle est classée au titre des monuments historiques. L'édifice est présenté comme l'une des plus anciennes du Dauphiné. La cloche qui orne une des deux arcades du clocher date de l'année 1464. Deux tilleuls ont été plantés en 1731 sur le parvis par le curé de la paroisse,.
Selon un exemplaire de la revue drômoise, publié en 1998, la chapelle fut la propriété du seigneur Adrenc du Vinais (Vinay). Elle fut ensuite la propriété des moines de Montmajour, puis elle est rapidement cédée aux Antonins qui la conservent jusqu’à la Révolution française. Selon Renée Sandell Dupeley, auteur de l'ouvrage  Saint-Antoine en Dauphiné, six siècles de guerre et de paix (1200-1800), publiée en 1992, « la chapelle de Saint-Jean-le-Fromental [qui] était à la base de querelles entre l'archevêque de Vienne Henry de Villars et l'abbé de l'ordre des Antonins en 1663. ».

## Description
Il s'agit d'une petite chapelle isolée sur le rebord du plateau de Chambaran. Sa façade fait face au massif du Vercors dans un paysage morcelé de pâturages, noyers, et de haies entourés de petites parcelles cultivées. Le mur extérieur du chœur abrite un cadran solaire. L'intérieur révèle des peintures murales redécouvertes à la suite d'une restauration récente de l'édifice.

## Situation et accès
Cette chapelle est située dans le cimetière du hameau de Saint-Jean-le-Fromental, entre le bourg de Luzinay, situé à l'est du bourg de Saint-Antoine-l'Abbaye et le sud du bourg de Dionnay, en plain cœur de la région naturelle du plateau de Chambaran. Le chemin qui passe devant la chapelle est une variante du GR 65 démarrant de Gillonnay vers le bourg de Saint-Antoine l'Abbaye puis La Roche-de-Glun.
La chapelle, propriété de la commune, peut être visitée à l'occasion des Journées européennes du patrimoine, organisées en septembre comme ce fut le cas en 2022. Une association locale de sauvegarde de cet ancien bâtiment religieux organise des réunions régulières dans des locaux de l'ancienne mairie de Dionay.

## Dans la culture populaire
La chapelle de Saint-Jean-le-Fromental est présente dans le film Les herbes magiques de Michel Barbier avec Stanislas Monange et Yoann Lesavre, jouant respectivement le rôle de Dominique Villars, un jeune berger illettré natif du Dauphiné qui devint médecin et botaniste.

Quelques photos de la chapelle de Saint-Jean-le-Fromental
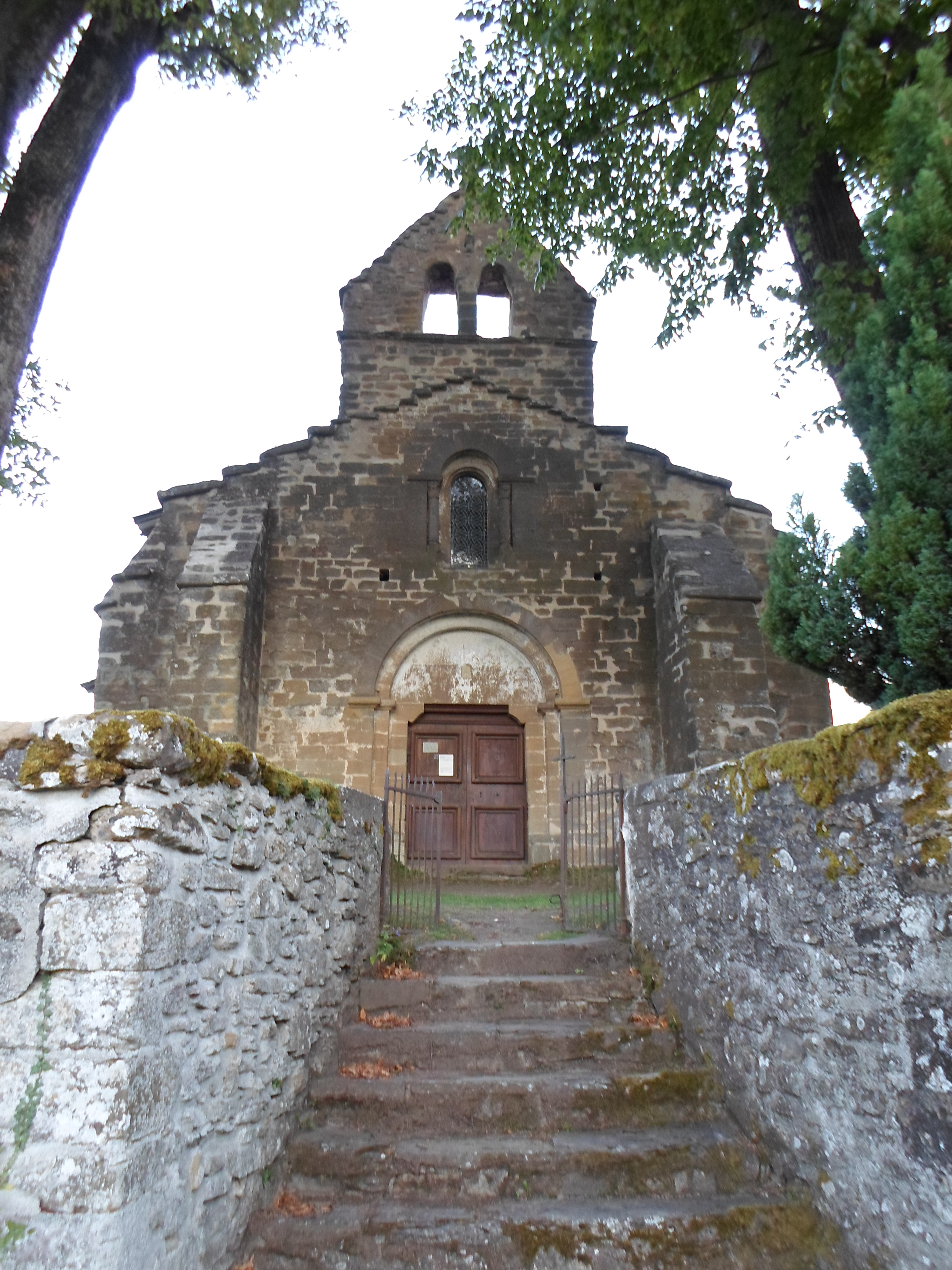
Entrée et façade extérieure
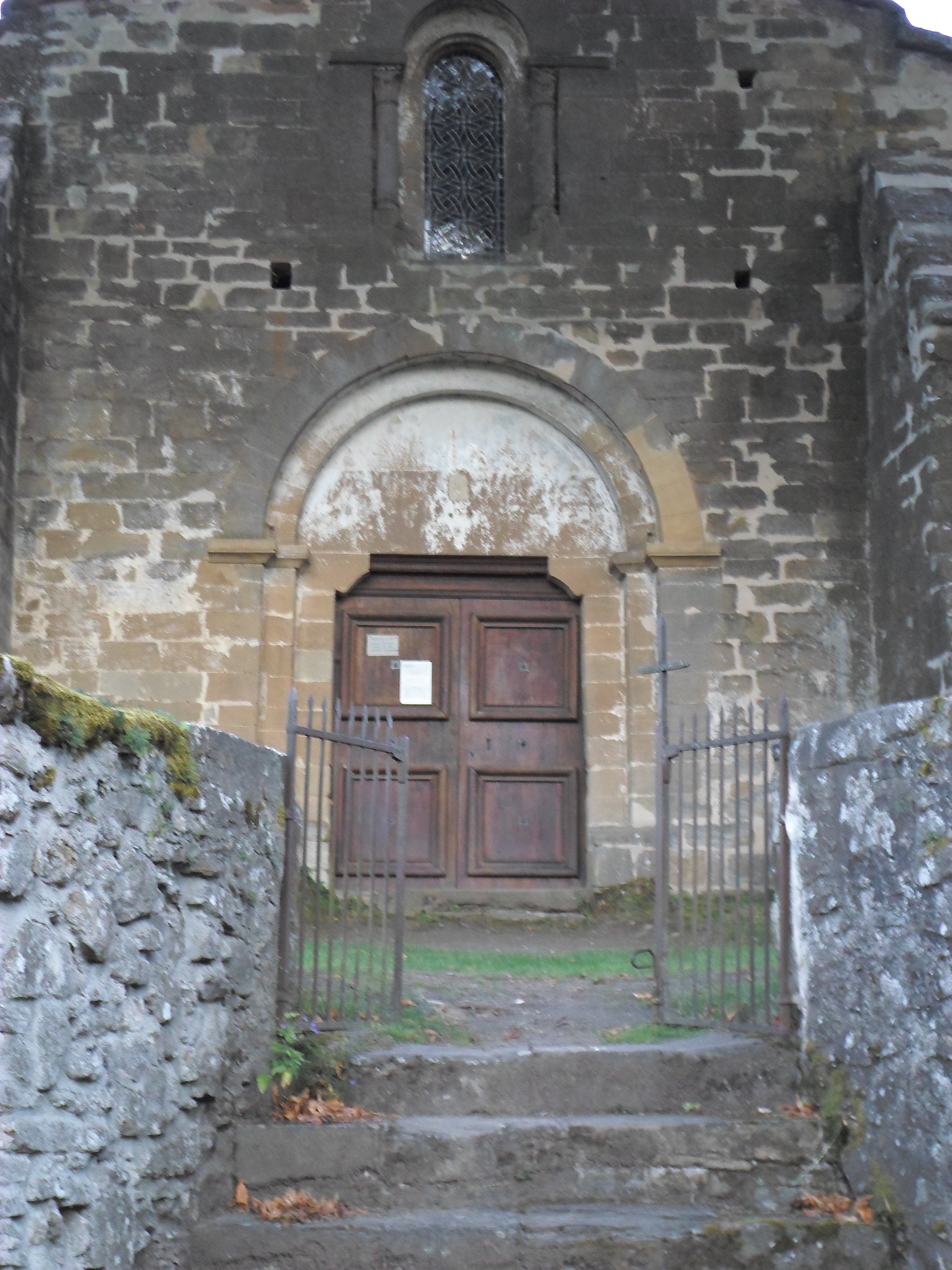
Entrée de la chapelle
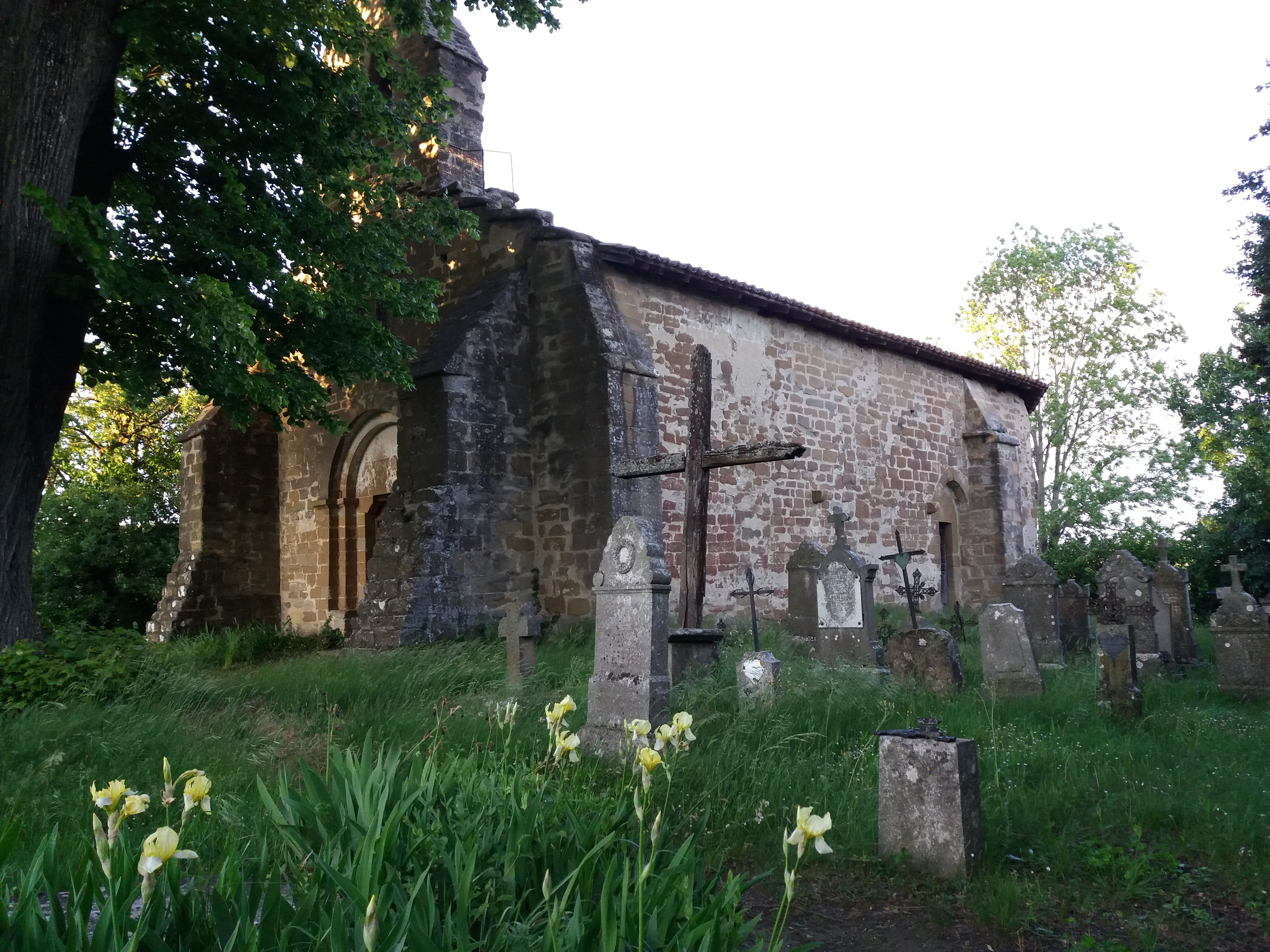
La chapelle et son cimetière
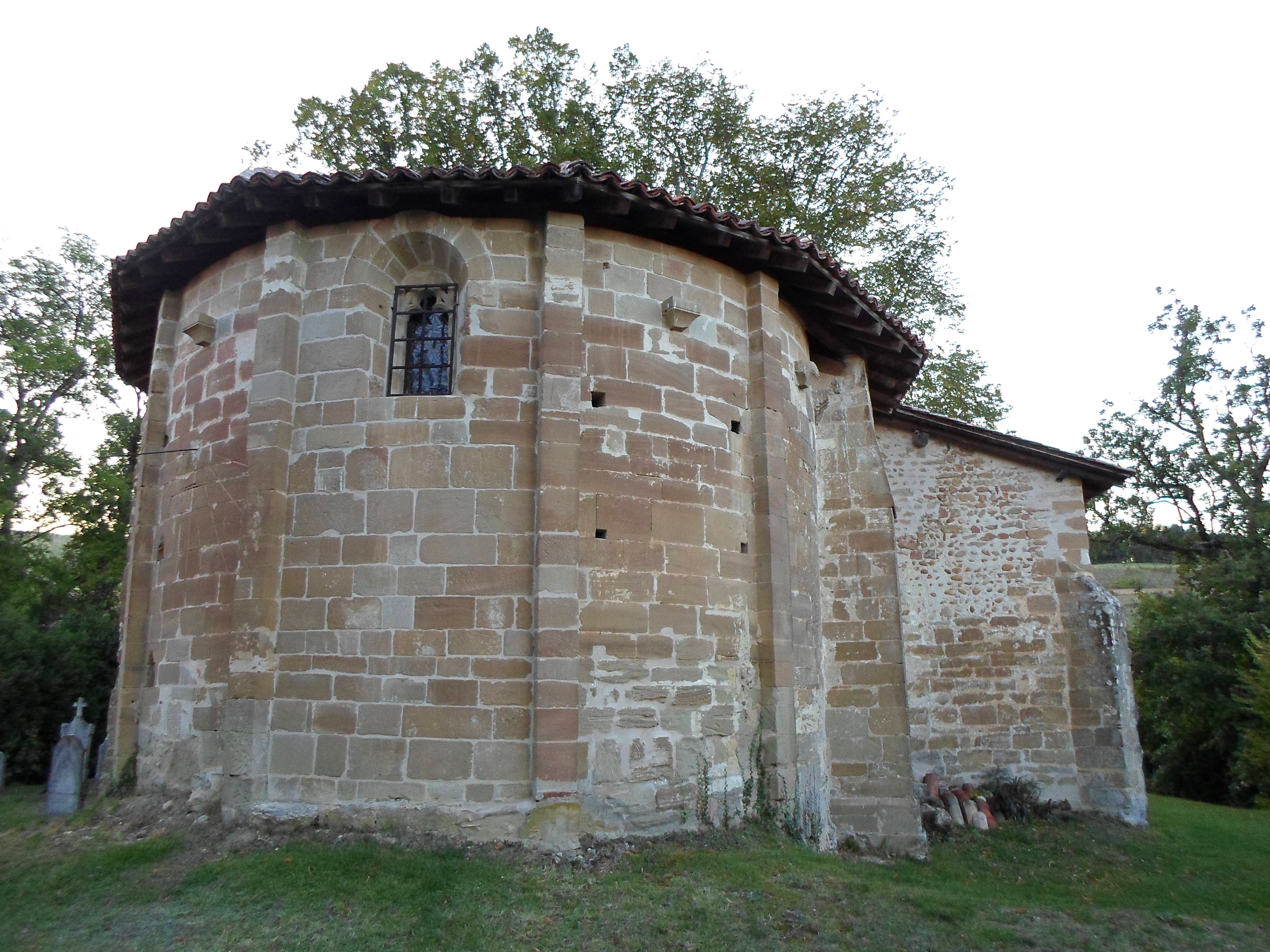
Arrière (mur du chœur)
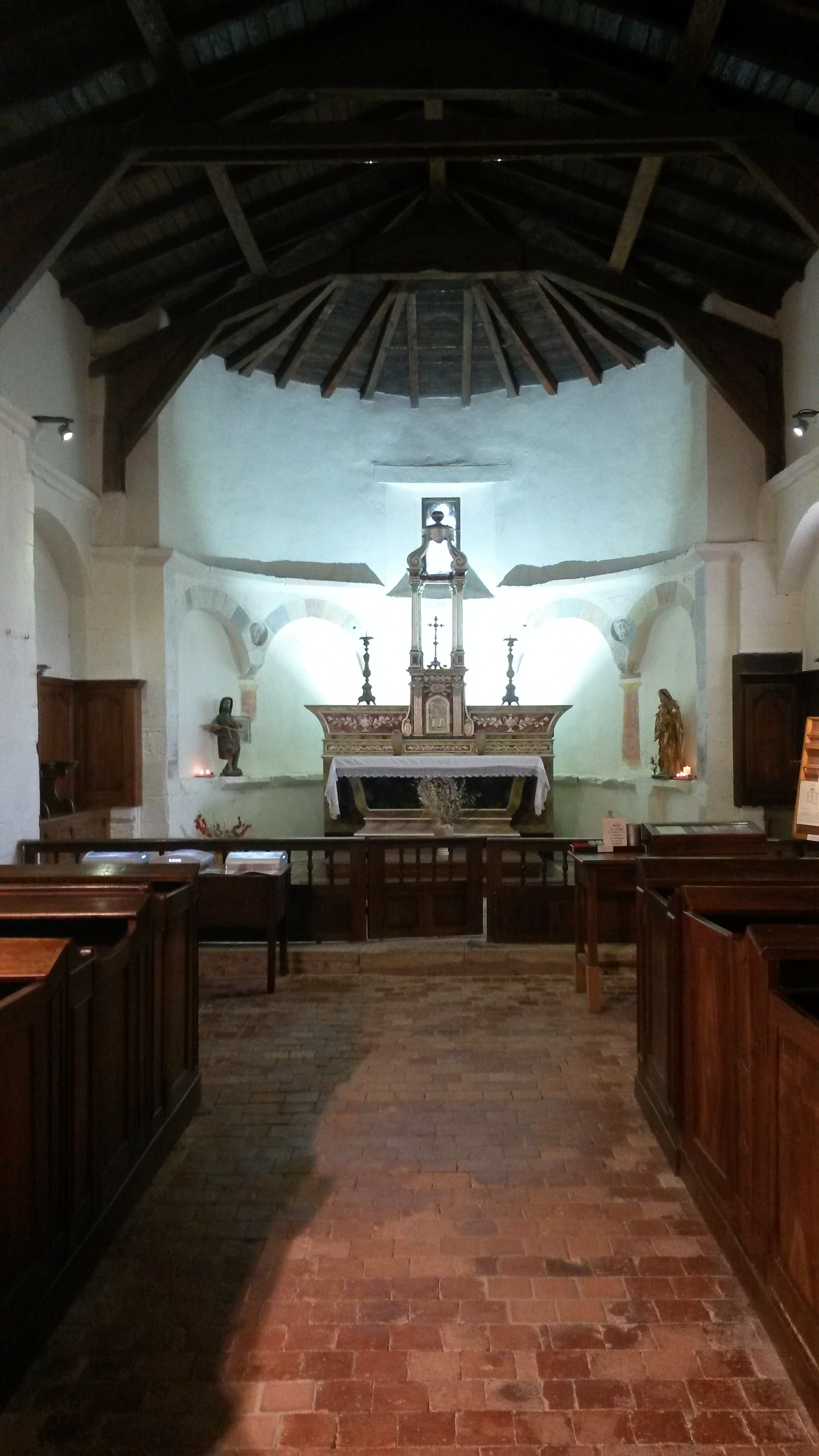
Intérieur de la chapelle
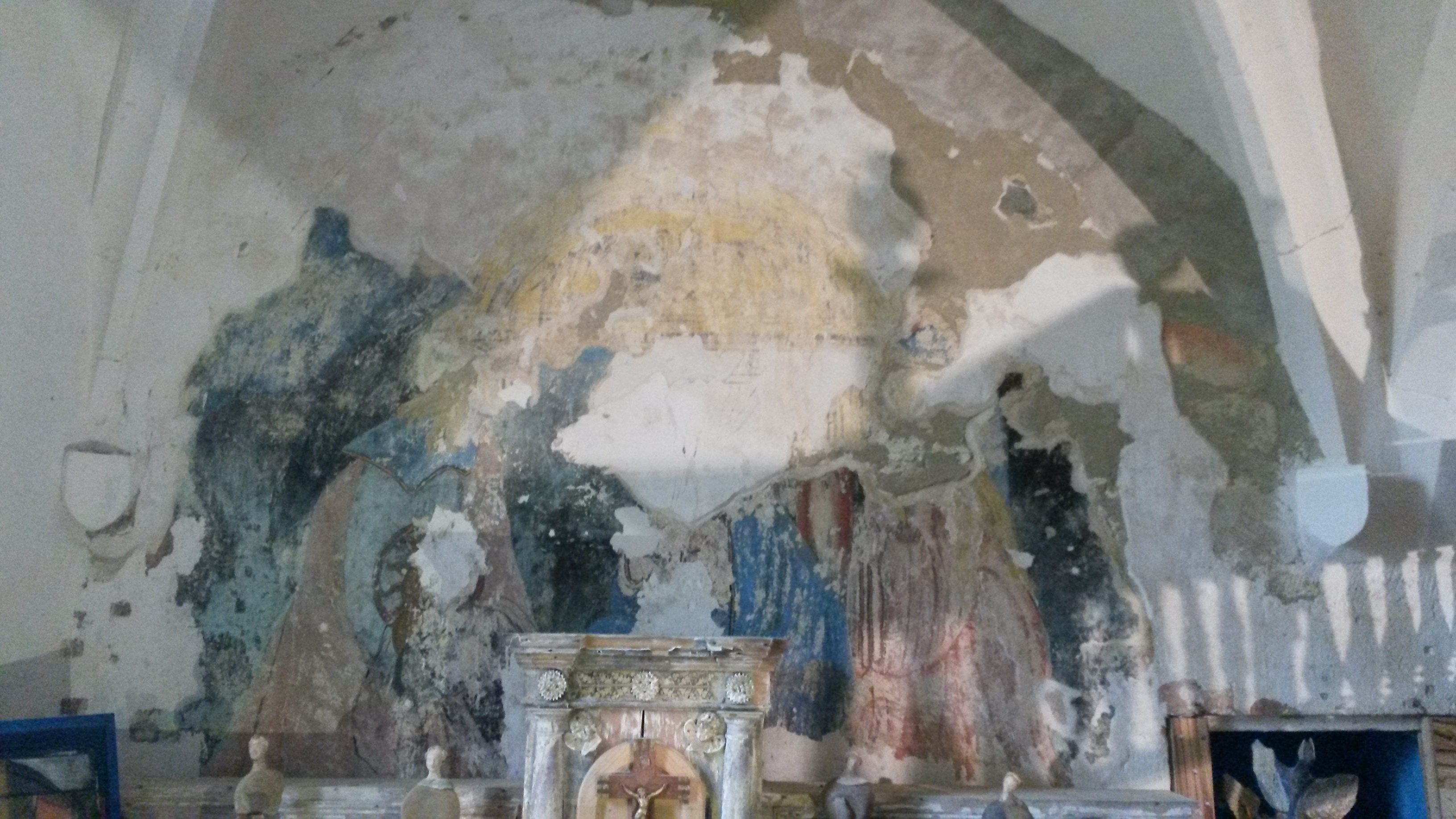
Fresque intérieure
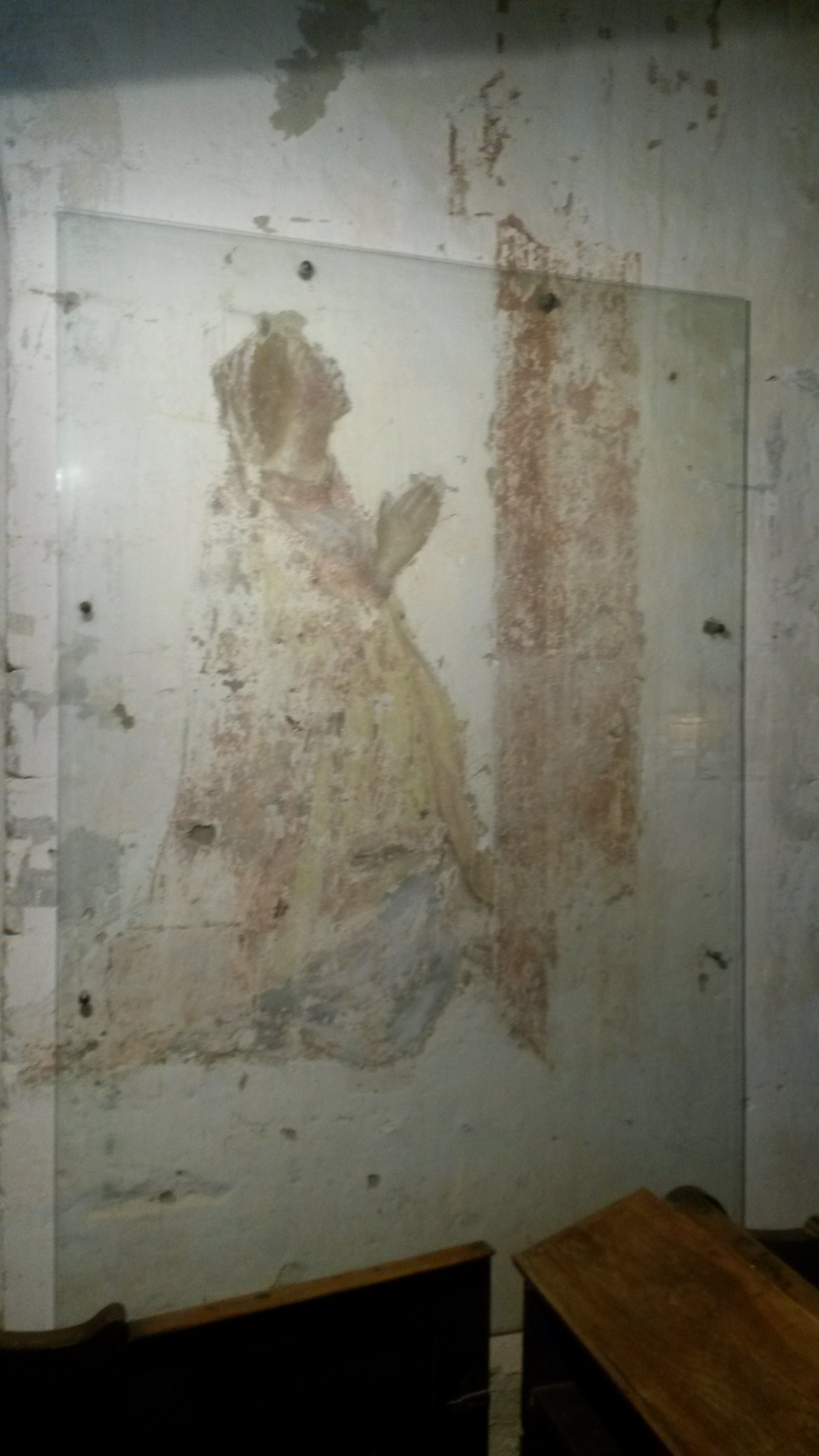
Autre fresque intérieure
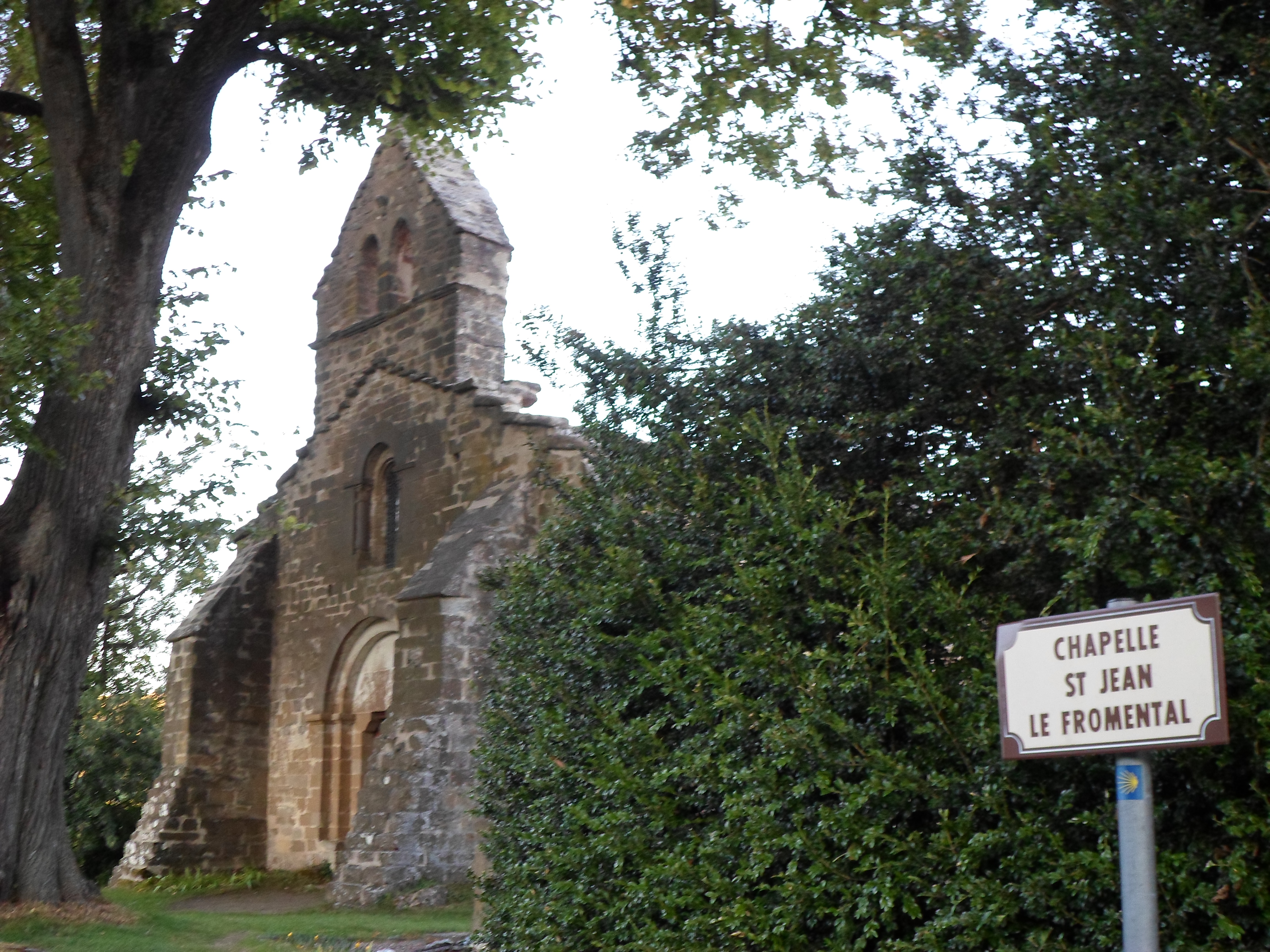
Autre vue extérieure de la chapelle